# دورت هانسن
دورت هانسن (بالألمانية: Dörte Hansen)‏ هي صحفية وكاتِبة ألمانية، ولدت في 1964 في هوسوم في ألمانيا.

## وصلات خارجية
- دورت هانسن على موقع مونزينجر (الألمانية)